# Mitkof Island
Mitkof Island ist eine Insel im Alexanderarchipel im südöstlichen Alaska, die zwischen Kupreanof Island im Westen und dem alaskischen Festland im Osten liegt. Der Zensus des Jahres 2000 ergab für die Insel 3364 Einwohner, von denen die meisten in der Stadt Petersburg am nördlichen Ende der Insel lebten. 
Mit 1011 m Höhe ist der Crystal Mountain der höchste Punkt auf der Insel, die sich über eine Länge von 28 km erstreckt. Ihre Fläche beträgt knapp 540 km².
James Johnstone (1759–1823), einer der Offiziere des Entdeckers George Vancouver in den Jahren 1791 bis 1795, erwähnte die Insel als erster Europäer. Ihren Namen erhielt die Insel nach einem anderen Offizier, nämlich nach Prokofij P. Mit'kov (Прокофий Платонович Митьков), der in Diensten der Russländisch-Amerikanischen Kompagnie stand, und der 1836 bis 1841 Gouverneur von Russisch-Amerika war.

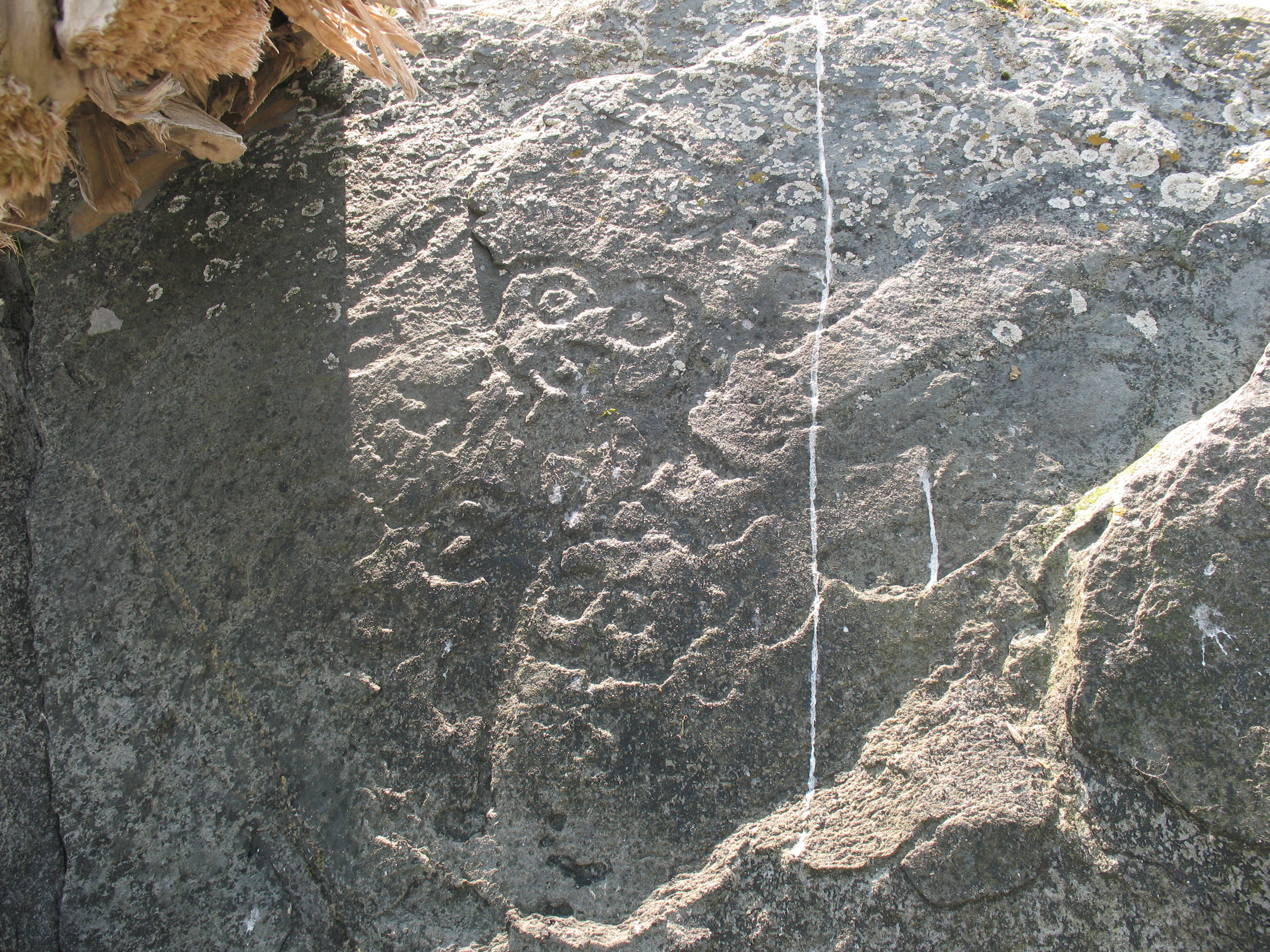
Petroglyphen an einem Strand östlich von Petersburg auf Mitkof Island, Alaska

Vor mindestens 2000 Jahren befand sich am Nordende der Mitkof-Insel ein Sommerlager der auf der Kupreanof-Insel lebenden Tlingit. Später wurde aus dem Fischfanglager am Sandy Beach eine ganzjährig bewohnte Siedlung. Dort finden sich heute noch Petroglyphen.
Der Norweger Peter Buschmann siedelte sich im später nach ihm benannten Ort 1897 an und baute 1898 eine Konservenfabrik und eine Hafenanlage. Der LeConte-Gletscher lieferte das notwendige Eis zum Kühlen des Fisches der Icy StraitsPacking Co. Im Jahr 1900 baute Buschmann zusätzlich eine Sägemühle. Weitere norwegische Einwanderer folgten, sodass der Ort den Spitznamen Little Norway erhielt. Der 17. Mai, der Norwegischen Nationalfeiertag, wird seit 1958 gefeiert. 1916 kam die Alaskan Glacier Seafoods hinzu hinzu. 
Elizabeth Peratrovich, die 1945 dabei half, ein erstes Antidiskriminierungsgesetz in den USA durchzusetzen, und die Bürgerrechte für die lokalen Indianer forderte, vermachte ihr Haus der Petersburg Indian Association. Deren Kulturzentrum trägt daher seit Oktober 2008 den Namen Elizabeth Peratrovich Center. 1968 entstand das Clausen Memorial Museum, das sich zum Ziel gesetzt hat, sowohl die Kultur der Tlingit, als auch der aus Europa und den übrigen USA stammenden Einwohner darzubieten. Ab 2000 entstand ein Besuchermuseum, dazu zwei 12 m hohe Totempfähle. Sie waren der Ausgangspunkt für den Totem Park.